# M108 (automoteur d'artillerie)
Le M108 est un canon d'artillerie automoteur américain de calibre 105 mm conçu à la fin des années 1950 pour succéder au M52. Le M108 a été conçu parallèlement au M109 de calibre 155 mm et tous deux partagent la même tourelle et le même châssis, ce dernier est basé sur le véhicule blindé chenillé de transport de troupes M113. La puissance de feu supérieure du M109 fit que le M108 fut relégué au second rang et rapidement retiré du service au sein des forces armées des États-Unis.

## Utilisateurs
- Belgique: Armée belge, 95[3] de 1964 a 1984[4]. Plusieurs dizaines transformés en VBCL (Véhicules blindés de commandement et de liaison) dont 21 vendus au Chili dans les années 2000[5].
- Brésil: Armée de terre brésilienne 72 M108AP, de 1972 à 2019[6]. 10 donné à l'Uruguay en 2022[7].
- Cambodge : Forces armées nationales khmères, entre après 1970 et la fin des années 1980.
- États-Unis : United States Army, de 1962 a 1975.
- Uruguay : 10 donnés par le Brésil en 2022[7]